# Gustaf V (1918)
Gustaf V, officiellt  HM Pansarskepp Gustaf V, var ett pansarskepp i svenska Kungliga flottan. Fartyget var det tredje och sista i Sverige-klassen, som hon utgjorde tillsammans med Sverige och Drottning Victoria. Gustaf V sjösattes den 15 september 1917 vid Kockums i Malmö och levererades till marinen den 9 januari 1922. Huvudbestyckningen utgjordes av fyra 28 cm kanoner och sekundärbestyckningen av åtta 15,2 cm kanoner. Under mellankrigstiden genomgick fartyget ett flertal moderniseringar, och var vid andra världskrigets utbrott ett av de mest slagkraftiga fartygen i flottan. Fartyget avrustades år 1948, utrangerades 1957 och såldes senare för skrotning i Karlskrona. Fartyget låg dock kvar vid Berga örlogsskola 1968. Två av fartygets 15,2 cm pjäser finns kvar i batteri Häggmansberget i fd. Kalixlinjen, kring Kalix.

## Utformning
Gustaf V var 121,6 meter lång, 18,63 meter bred och hade ett djupgående på 6,25 meter. Skrovet var byggt av nitat stål med överlappande plåtar, och hade pansarplåt i vattenlinjen samt på däcket. Fören var utformad som en med en sluttning, vilket gav henne förmåga att bryta is. Till skillnad mot systerfartyget Sverige inreddes Gustaf V inte som flaggskepp, utan fick i stället två mässar för 22 kadetter och ingenjörselever.

### Maskineri
Maskineriet utgjordes av tolv koleldade pannor i fyra eldrum som levererade ånga till två ångturbiner. Pannorna placerades i två grupper om sex stycken, vilket innebar att fartyget behövde två skorstenar. Dessa levererade ånga till två av varandra oberoende turbinaggregat med en högtrycksturbin med backaggregat samt en lågtrycksturbin. Turbinernas rörelser överfördes till var sin propelleraxel via en reduktionsväxel med utväxlingsförhållandet 17,23:1 vilken medgav att turbinerna kunde arbeta med en rotationsfastighet på omkring 3 459 varv per minut och propellrarna med 200 varv per minut. Denna metod gav maskineriet bättre verkningsgrad än Sveriges, som inte hade reduktionsväxlar, vilket ökade maskineffekten med 20 procent. Dessutom minskade kolåtgången, vilket utökade aktionsradien. Gustaf V:s maskineri utvecklade 22 000 hästkrafter vilket gav fartyget en fart av 23,2 knop.

### Bestyckning

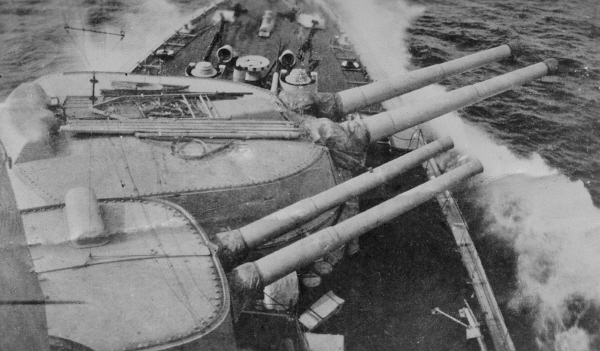
Förliga 28 och 15,2 centimeterskanonerna.

Huvudartilleri på Gustaf V bestod av fyra 28 cm M/12 kanoner som var placerade i två dubbeltorn, ett i fören och ett i aktern. Projektilerna till dessa vägde 305 kg och skottvidden var 19 600 meter. Sekundärartilleriet utgjordes av åtta 15,2 cm kanoner m/12. Dessa satt i sex enkeltorn, tre på varje sida, och ett dubbeltorn akter om den förliga 28 cm kanonen. Det lätta artilleriet bestod av fyra 75 mm kanoner m/15 och vidare fanns två 57 mm kanoner, två 6,5 mm kulsprutor samt två 45,7 cm undervattenstorpedtuber i förskeppet.

## Historia

### Byggnation och leverans
Gustaf V kölsträcktes på våren 1915 på Kockums i Malmö. Då Sverige redan var sjösatt hade man tillgång till dessa ritningar, vilket gjorde att byggnadsarbetet kom igång bra. Allt eftersom första världskriget fortskred blev det emellertid allt svårare att få fram material, framför allt det som behövde anskaffas utanför landet. Speciellt pansarmaterielen, som levererades från USA, blev försenat, vilket försenade byggnationen.
Den 31 januari 1918 sjösattes fartyget i närvaro av kronprinsen Gustaf VI Adolf. Före sjösättningen var man orolig över att fartyget då det gled ned i vattnet skulle slå i den motsatta sidan av hamnbassängen, då avståndet till denna ansågs väl kort och fartygets tyngd var såpass stort. För att förhindra en kollision med bassängkanten fästes därför tunga kättingar i fartyget som skulle hjälpa till med uppbromsningen, och vid bassängkanten lades gamla träpråmar som skulle hjälpa till att dämpa en eventuell kollision. Sjösättningen visade sig bli lyckad, då kättingarna på ett effektivt sätt bromsade upp fartyget innan det nådde kajkanten.
Vid utrustningsarbetet efter sjösättningen blev problemen med materielanskaffningen ännu större. Dessutom uppstod en stark fördyrning av arbetskraften år 1917–1920, vilket tvingade varven att begära att få bryta kontrakten. Med anledning av den tro på avrustning och fred som rådde efter första världskriget fanns även förslag på ta bort bepansringen och bygga Gustaf V och Drottning Victoria som passagerarfartyg. Av detta blev emellertid inget, och vintern 1921/1922 var Gustaf V klar för att genomföra provturer. Under dessa visade det sig att det nya propellermaskineriet med reduktionsväxlar, som vissa tveksamheter hade funnits kring, fungerade tillfredsställande.
Totalkostnaden för Gustaf V uppgick till 14 202 000 kronor. I tabellen nedan visas hur dessa pengar fördelades mellan fartygets olika avdelningar. Summan motsvaras i dagens penningvärde (årsmedeltal 2016) av cirka 356 825 250 kronor.
| Avdelning            | Summa (kr) |
| -------------------- | ---------- |
| Artilleriavdelningen | 3 414 000  |
| Torpedavdelningen    | 341 000    |
| Minavdelningen       | 18 000     |
| Nautiska avdelningen | 165 000    |
| Ingenjörsavdelningen | 10 245 000 |
| Totalt               | 14 202 000 |

Utöver detta anslag tillkom en summa på 1 293 295 kronor, som av en skiljenämnd tilldömdes varvet efter att det begärt extra pengar med anledning av ökade kostnader till följd av leveranssvårigheterna.

### Mellankrigstiden

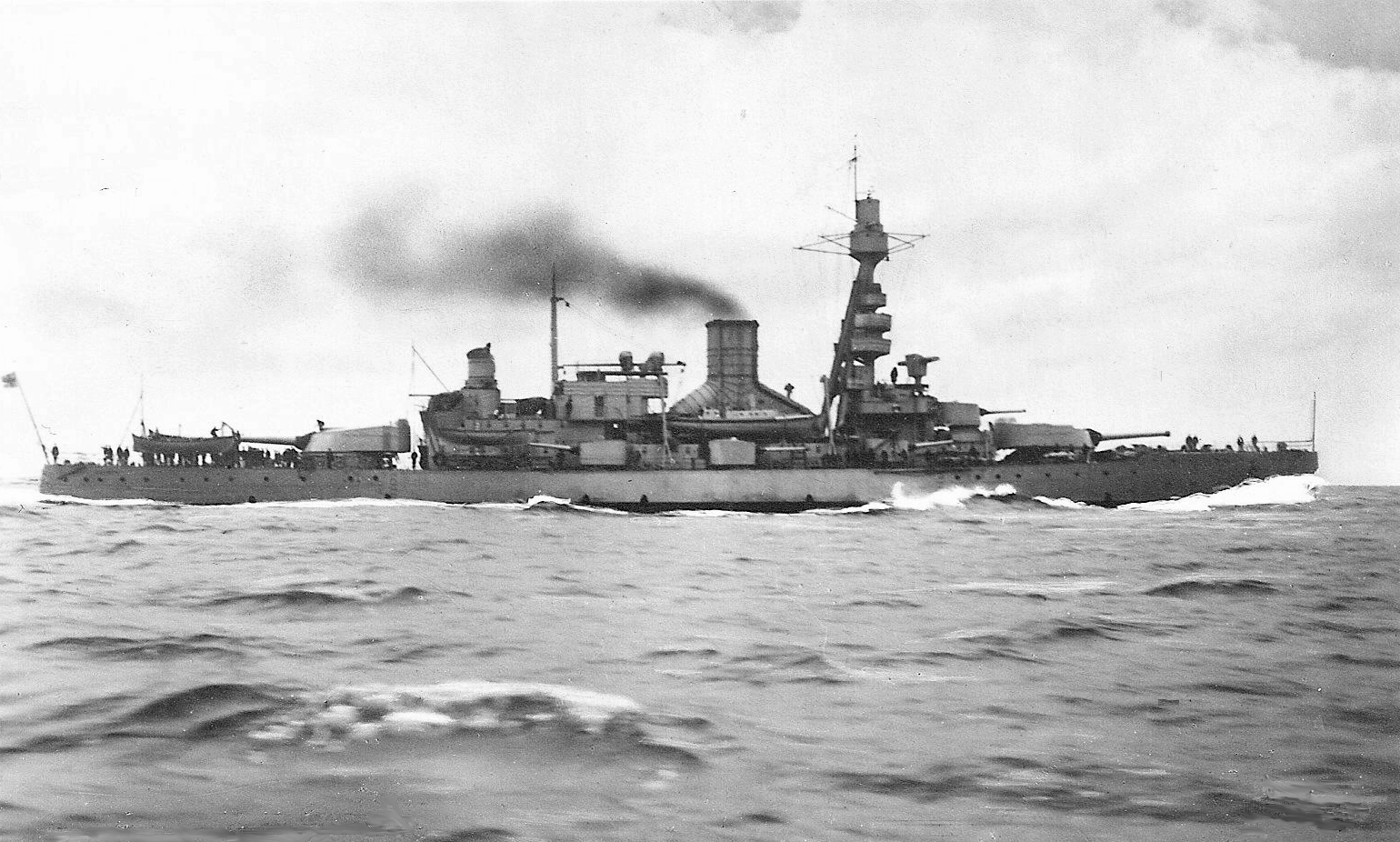
Gustaf V på 1930-talet, efter att skorstenarna dragits samman.

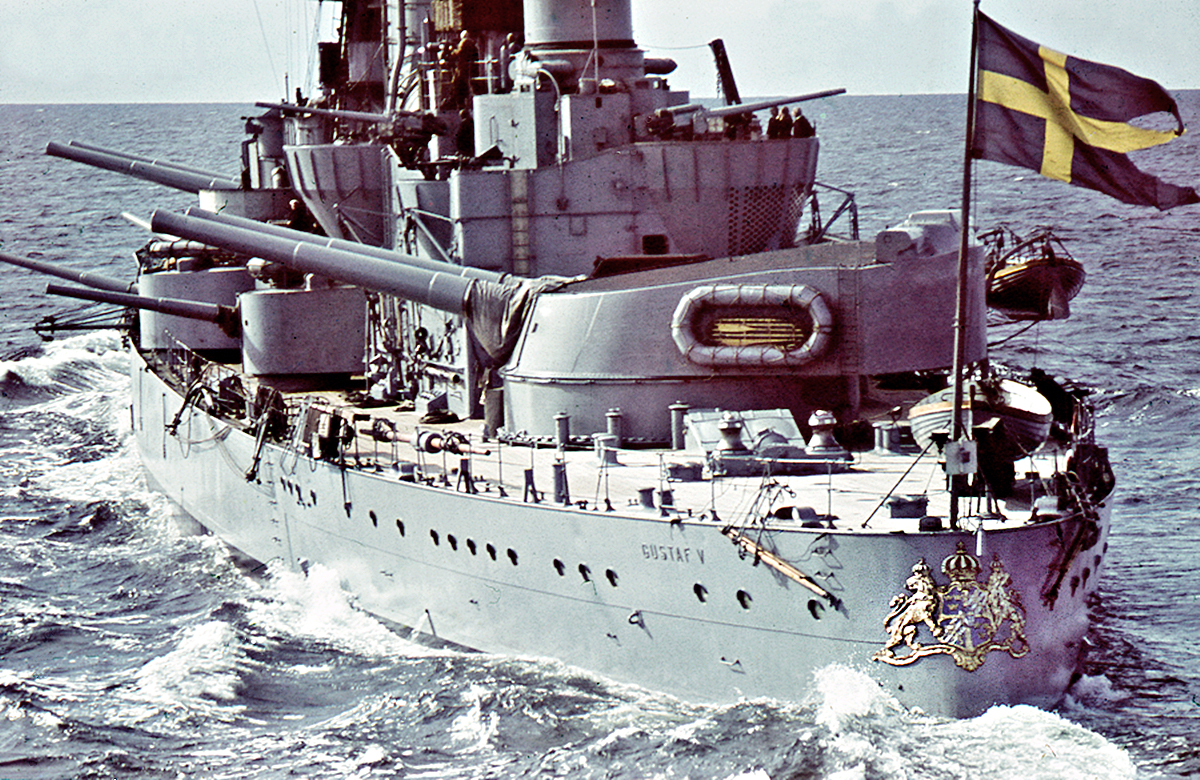
HM Pansarskepp Gustaf V (fram till 1957, Agfacolor).

Efter första världskriget hade Sveriges förhållande till de nya nationerna Finland och de baltiska staterna blivit allt livligare, och för att visa den svenska regeringens välvilja genomfördes under början av 1920-talet flera officiella örlogsbesök till dessa länder. Den 5 juli 1924 anlöpte Gustaf V tillsammans med Drottning Victoria samt fyra minsvepare till Tallinn, och därefter tillsammans med hela svenska kustflottan, totalt 36 fartyg, till Helsingfors. Sommaren 1926 besökte man i samband med övningar i södra Östersjön Köpenhamn, denna gång tillsammans med Sverige.
Åren 1927–1930 genomgick Gustaf V sin första större modernisering. Den förliga masten byggdes då om till en tripodmast, i vilken ett centralsikte och en avståndsmätare placerades. Masternas höjd minskades, ventilationssystemet förbättrades, och de förliga torpedrummen byggdes om till artillericentraler. Vidare byggdes ett nytt däckshus på överbyggnaden i aktern för förläggningar, och inredning och bryggor för Chefen för kustflottan byggdes. Dessutom byggdes en luftvärnscentral och skorstenarna sammandrogs.
Med anledning av Drottning Victorias död gick Gustaf V våren 1930 tillsammans med Drottning Victoria och jagarna HMS Ehrensköld och HMS Nordenskjöld till den dåvarande tyska staden Swinemünde, dit man ankom den 9 april. Efter att drottningens stoft burits ombord på Drottning Victoria avgick man mot Stockholm, där stoftet fördes iland av Vasaorden.
År 1933 användes Gustaf V som första fartyg ur Sverige-klassen som långresefartyg. Färden gick till följande hamnar:
1. Helsingborg
2. Amsterdam
3. Arosa Bay
4. Gibraltar
5. Malta
6. Syracusa
7. Genua
8. Alger
9. Palma de Mallorca
10. Gibraltar
11. Plymouth
12. Oslo
13. Malmö

Åren 1936–1938 genomfördes en ombyggnation då sex av ångpannorna ersattes med två stycken oljeeldade, varvid somliga av kolboxarna byggdes om till oljetankar och mässar. Vidare byggdes ammunitionsdurkarna för huvud- och sekundärartilleriet om för ny ammunition, och det förliga 15 cm dubbeltornet byttes ut mot fyra stycken 40 mm lvakan m/36. Dessutom togs den aktra masten bort, och 90 cm strålkastarna byttes ut mot 110 cm strålkastare.
Den 9 mars 1939 genomfördes i Karlskrona en stor luftförsvarsövning. Under en nedflygning för landning i mörker kolliderade då ett flygplan med Gustaf V:s stridsmast, varvid två personer ur flygplansbesättningen dödades.

### Andra världskriget
Vid andra världskrigets utbrott var Gustaf V rustad och var kustflottans flaggskepp. Under en övning väster om Gotland natten till den 17 juli 1940 exploderade en av pannorna i fyrans eldrum. Åtta personer i eldrumspersonalen dödades omedelbart, och två personer som vid explosionen befann sig på däck och passerade pannans luftintag skadades svårt. Dessa togs med en minsvepare till Visby lasarett, där de senare avled. Gustaf V gick därefter mot fastlandet, och på Horsfjärden flyttade amiralen med sin stab över till Sverige som därefter förblev flaggskepp under återstoden av kriget. Därefter togs Gustaf V in till Stockholms örlogsvarv för reparation, och efter en månad kunde fartyget åter sättas i tjänst.
Efter andra världskriget deltog Gustaf V i en ceremoni i Stockholm, då kung Gustaf V tackade flottan för god vakt under krigsåren. Därefter avgick man mot Karlskrona, där fartyget avrustades för inmontering av en ny radaranläggning. I samband med att Sverige utfördes ur kustflottan år 1947 övertog Gustaf V rollen som flaggskepp.

## Utrangering

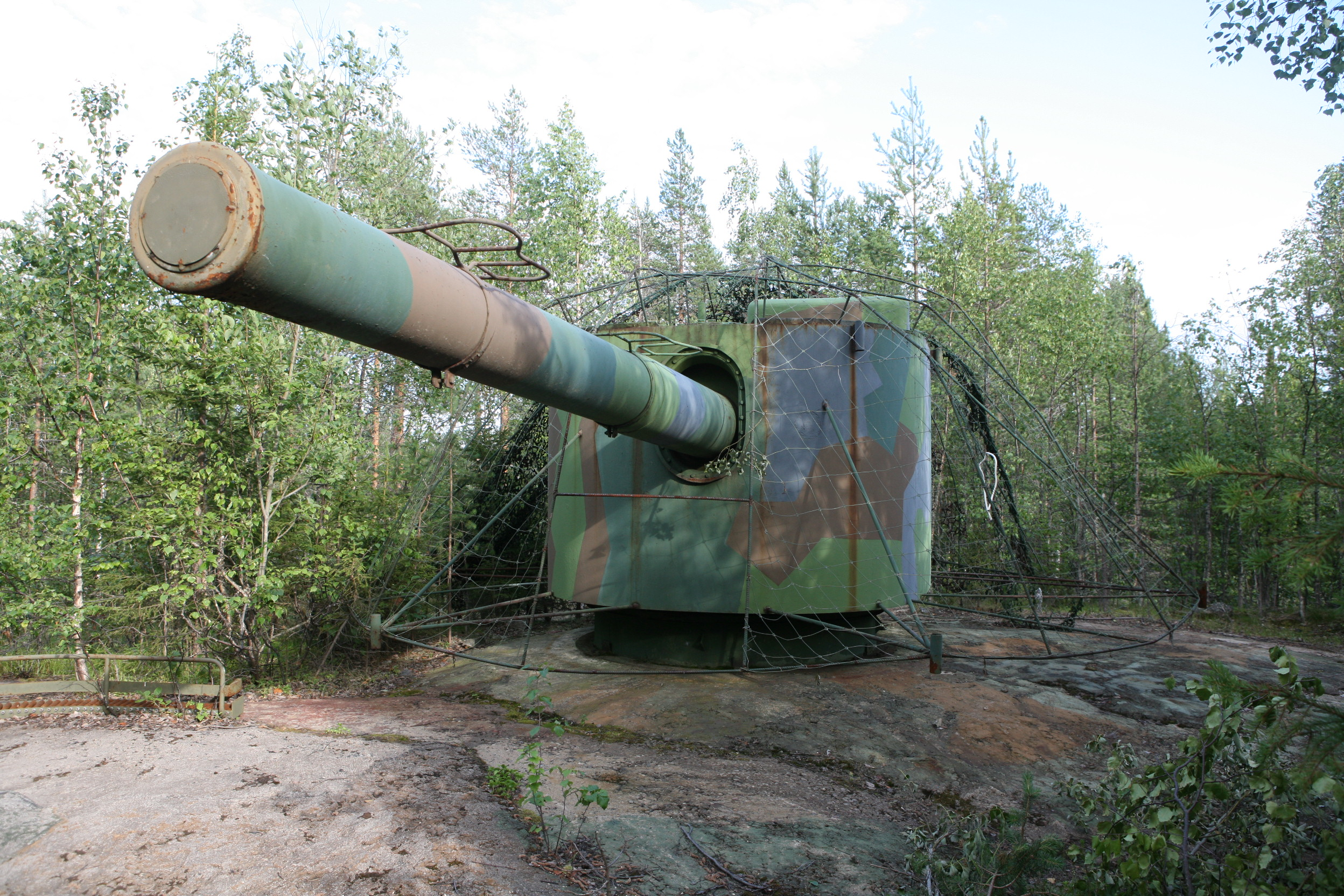
En av Gustaf V:s 15,2 cm kanoner år 2010.

Gustaf V utrangerades den 1 april 1957. Hon förlades därefter till Karlskrona, (låg dock vid Berga Örlogsbas, söder om Stockholm hela året 1967, där hon användes som pir och värmeverk för jagarna) där hon användes av maskinskolan som förtöjningspir åt jagare och mindre fartyg. Två av fartygets 15,2 cm kanoner flyttades efter utrangeringen till Kalixlinjen i Norrbotten, där de användes som fortifierade kanontorn.
År 1970 såldes hon för skrotning i Göteborg. Nedan följer en sammanställning över fartygets tjänst i flottan.
| Första påeldning av pannorna                             | 1921-12-14 04:00 |
| Första starten av turbinerna                             | 1921-12-14 10:30 |
| Avmönstrad efter sista expedition:                       | 1948-15-3        |
| Total tid mellan första påeldning och sista avmönstring: | 26 år 100 dygn   |
| Total tid i linjeflottan                                 | 9 596 dygn       |
| Rustad tid                                               | 6 305 dygn       |
| Rustad i förhållande till total tid                      | 65,8%            |
| Maskineriets gångtid                                     | 13 269 timmar    |
| Gångtid i förhållande till rustad tid                    | 8,76%            |
| Tillryggalagd distans                                    | 220 018 km       |
| Medelfart under gångtiden                                | 8,96 knop        |